# 特羅伊希爾斯 (新澤西州)
特羅伊希爾斯（英語：Troy Hills）是位於美國新澤西州摩里斯縣的普查規定居民點。

## 人口
根據2020年美國人口普查的數據，特羅伊希爾斯的面積為7.55平方千米，當中陸地面積為7.45平方千米，而水域面積為0.10平方千米。當地共有人口5081人，而人口密度為每平方千米672.98人。